# Urban-Cycling-Weltmeisterschaften 2017
Die Urban-Cycling-Weltmeisterschaften 2017 fanden vom 8. bis 12. November im chinesischen Chengdu statt. Sie waren die ersten ihrer Art. Es gab Wettkämpfe im BMX-Freestyle, im Cross-Country Eliminator und im Trial. Die Wettkämpfe wurden im Xinhua-Park in der Nähe des Stadtzentrums ausgetragen.

## Organisation
Ende 2016 vergab die UCI die ersten drei Austragungen der Urban-Cycling-WM an China. Im Juni 2017 wurde Chengdu zum Austragungsort bestimmt. Chengdu ist die Partnerstadt Montpelliers, Sitz einer von der UCI beauftragten Firma, die unmittelbar zuvor in Chengdu einen Lauf des UCI-BMX-Freestyle-Weltcups organisiert hatte. Es standen 187.000 Euro an Preisgeldern zur Verfügung, davon je 10.000 für die Sieger der Elite-Wettkämpfe.

## Beteiligung
Es gab 235 Teilnehmer aus 35 Ländern, und zwar:
- aus Europa: Belgien, Dänemark, Deutschland, Finnland, Frankreich, Großbritannien, Italien, Kroatien, Lettland, Niederlande, Norwegen, Österreich, Polen, Rumänien, Russland, Schweden, Schweiz, Slowakei, Slowenien, Spanien, Tschechien, Ukraine
- aus Amerika: Argentinien, Brasilien, Chile, Ecuador, Kanada, Kolumbien, Venezuela, Vereinigte Staaten
- aus Asien: Hongkong, Japan, Südkorea, Thailand
- aus Ozeanien: Australien

Einziger chinesischer Vertreter war ein Teilnehmer aus Hongkong im Trial.

## BMX-Freestyle
Diese Wettkämpfe waren die Premiere für BMX-Freestyle in den UCI-Weltmeisterschaften.  Es gab je einen Wettkampf für Männer und Frauen in der Disziplin Park. Für die 15- bis 18-Jährigen unter den Teilnehmern dienten sie zugleich als Qualifikation für die Olympischen Jugend-Sommerspiele 2018.

### Park Männer
| Platz | Fahrer              | 1. Lauf | 2. Lauf | Durchschnitt |
| ----- | ------------------- | ------- | ------- | ------------ |
| 1     | Logan Martin        | 93,80   | 93,84   | 93,82        |
| 2     | Alex Coleborn       | 92,80   | 89,30   | 91,05        |
| 3     | Colton Walker       | 88,80   | 90,76   | 89,78        |
| 4     | Daniel Sandoval     | 91,50   | 83,80   | 87,65        |
| 5     | Daniel Dhers        | 83,10   | 83,60   | 83,35        |
| 6     | Irek Risajew        | 81,50   | 78,00   | 79,75        |
| 7     | Rimu Nakamura       | 72,80   | 73,10   | 72,95        |
| 8     | Justin Dowell       | 50,80   | 81,00   | 65,90        |
| 9     | Anthony Jeanjean    | 47,00   | 71,60   | 59,30        |
| 10    | Brandon Loupos      | 90,50   | 18,80   | 54,65        |
| 11    | Konstantin Andrejew | 18,20   | 83,20   | 50,70        |
| 12    | Declan Brooks       | 43,60   | 24,60   | 34,10        |

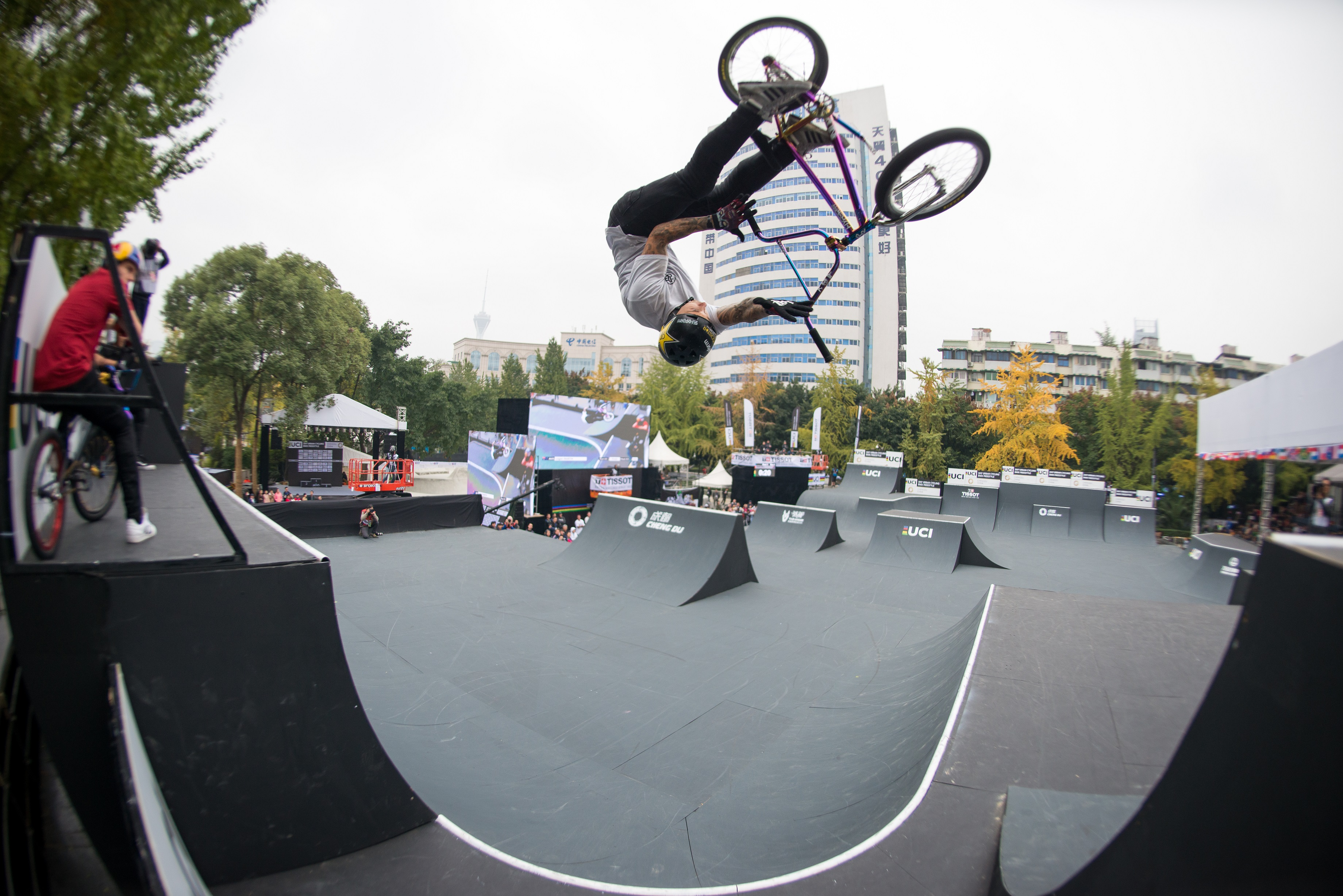
Logan Martin wurde erster Weltmeister im BMX-Freestyle bei den Männern.

Datum: 10. November (Qualifikation), 11. November (Halbfinale, Finale)
Mit 90 Teilnehmern aus 25 Ländern war dieser Wettbewerb der größte der Veranstaltung. Über eine Qualifikationsrunde und ein Halbfinale wurden die 12 Finalteilnehmer ermittelt. In jeder Runde hatten die Fahrer je zwei Läufe, von denen der Durchschnitt zählte.

### Park Frauen
| Platz | Fahrerin                 | 1. Lauf | 2. Lauf | Durchschnitt |
| ----- | ------------------------ | ------- | ------- | ------------ |
| 1     | Hannah Roberts           | 94,00   | 86,20   | 90,10        |
| 2     | Lara Lessmann            | 86,60   | 90,10   | 88,35        |
| 3     | Angie Marino             | 87,10   | 85,66   | 86,38        |
| 4     | Minato Oike              | 86,60   | 86,04   | 86,32        |
| 5     | Teresa Fernández-Miranda | 78,90   | 79,30   | 79,10        |
| 6     | Mini Park                | 76,20   | 73,20   | 74,70        |
| 7     | Shanice Silva Cruz       | 69,00   | 75,20   | 72,10        |
| 8     | Valeria Ward             | 67,40   | 67,44   | 67,42        |
| 9     | Jelisaweta Possadskich   | 84,40   | 44,60   | 64,50        |
| 10    | Nina Buitrago            | 61,20   | 63,60   | 62,40        |
| 11    | Analia Zacarias          | 37,60   | 84,60   | 61,10        |
| 12    | Macarena Pérez           | DNS     | DNS     | DNS          |

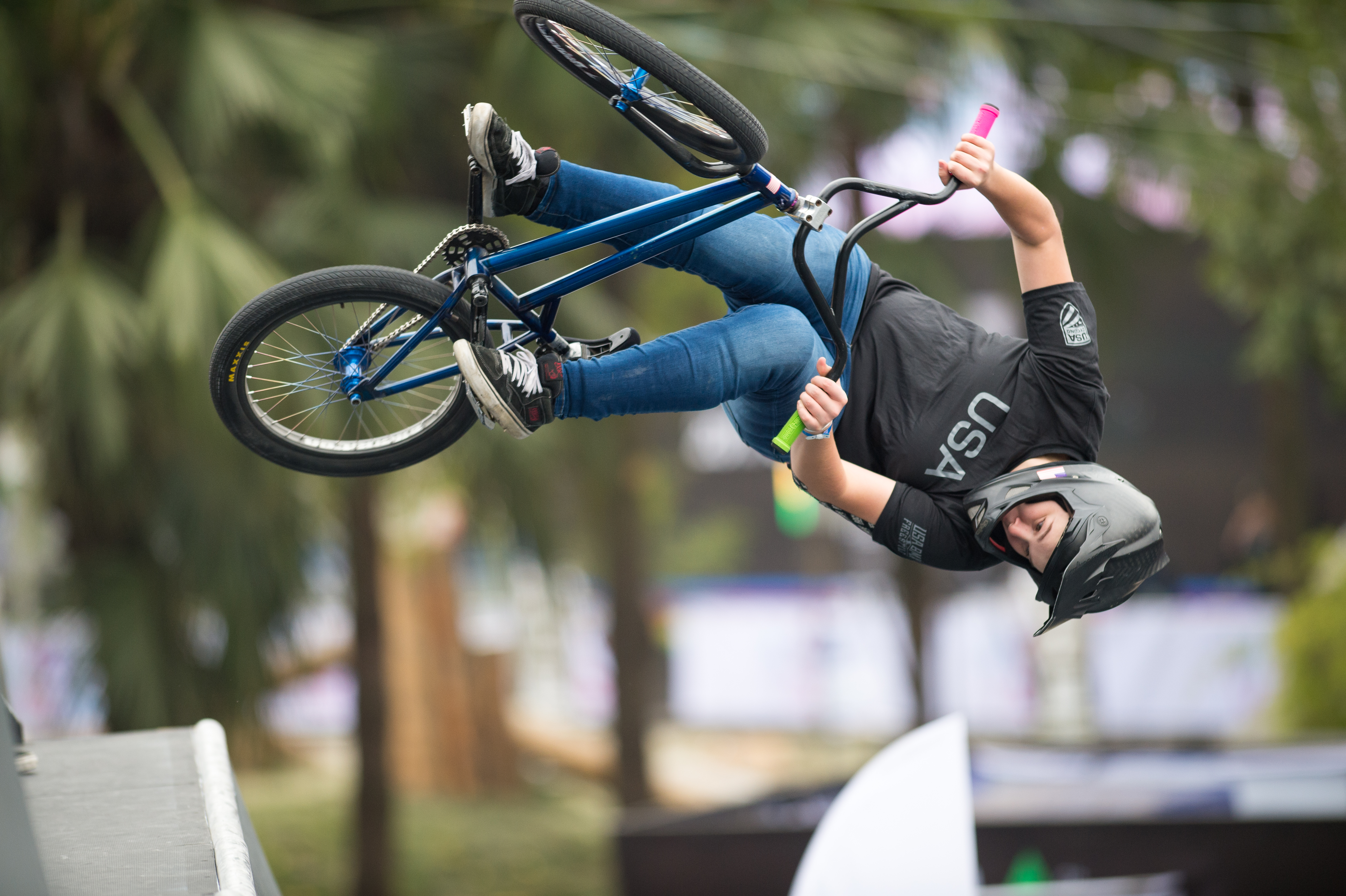
Hannah Roberts wurde erste Weltmeisterin im BMX-Freestyle bei den Frauen.

Datum: 11. November (Qualifikation), 12. November (Finale)
Es gingen 19 Fahrerinnen aus 13 Ländern an den Start. Die besten 12 der Qualifikation bestritten ins Finale. In beiden Runden hatte jede Fahrerin zwei Läufe, es zählte der Durchschnitt der Punktzahlen beider Läufe. Hannah Roberts wurde Weltmeisterin vor Lara Lessmann.

## Mountainbike

### Eliminator Männer
| Platz | Fahrer                |
| ----- | --------------------- |
| 1     | Titouan Perrin-Ganier |
| 2     | Simon Gegenheimer     |
| 3     | Lorenzo Serres        |
| 4     | Alberto Mingorance    |

| 5   | Hugo Briatta     |
| 6   | Johan Widén      |
| 7   | Heiko Hog        |
| DSQ | David Federspiel |

Datum: 12. November 2017

Es nahmen 19 Teilnehmer aus 10 Ländern teil. Titouan Perrin-Ganier gewann den Titel zum ersten Mal. Titelverteidiger Daniel Federspiel gewann das kleine Finale, wurde jedoch wegen eines Frühstarts disqualifiziert.

### Eliminator Frauen
| Platz | Fahrerin           |
| ----- | ------------------ |
| 1     | Kathrin Stirnemann |
| 2     | Ella Holmegård     |
| 3     | Perrine Clauzel    |
| 4     | Marta Turoboś      |

| 5 | Coline Clauzure |
| 6 | Clara Brehm     |
| 7 | Fien Lammertyn  |

Datum: 12. November 2017

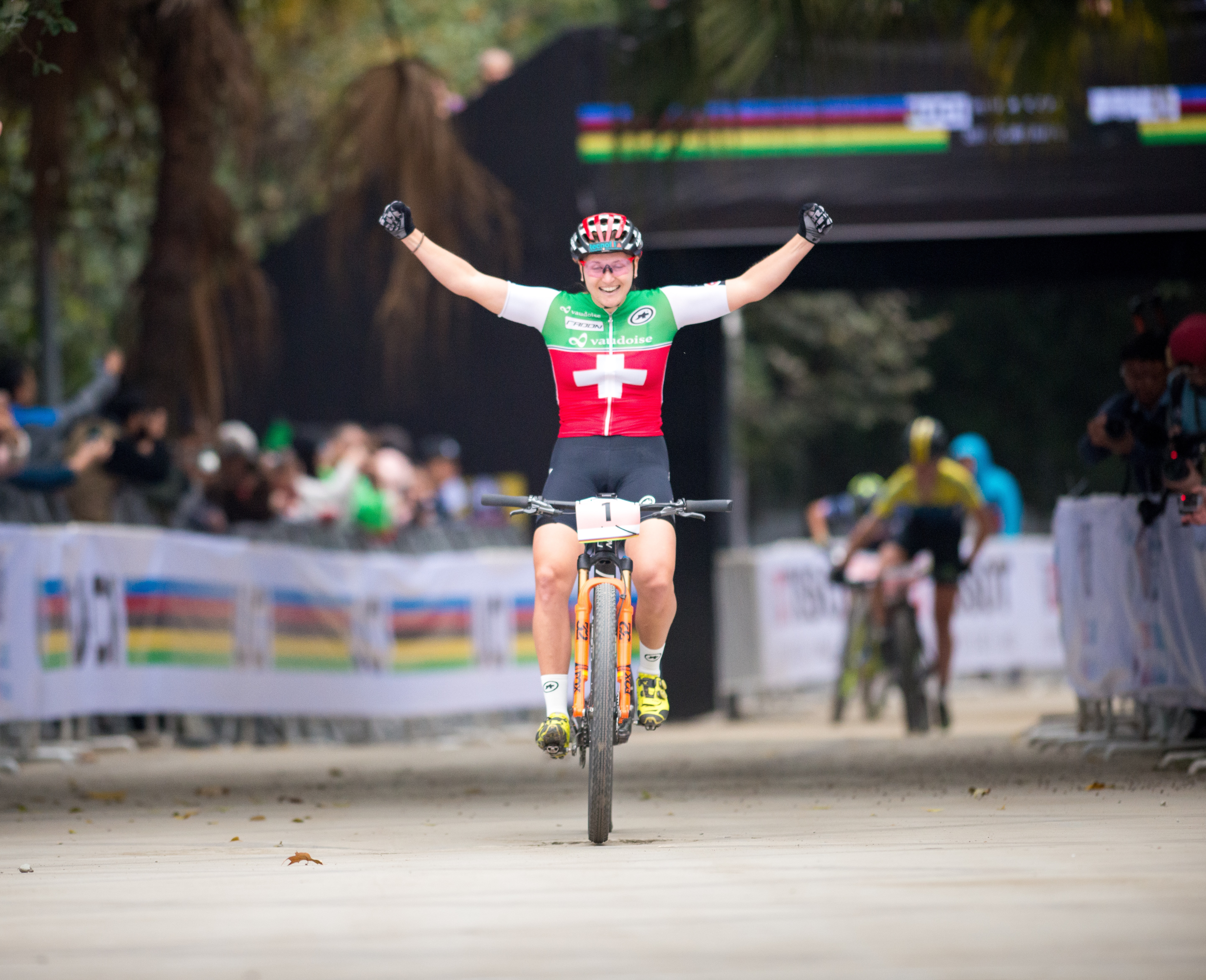
Kathrin Stirnemann bei ihrem Sieg in Chengdu

Es nahmen 7 Teilnehmerinnen aus 6 Ländern teil. Nach den damals geltenden Regeln hätte die Ausrichtung eines Wettbewerbs eigentlich 12 Teilnehmerinnen erfordert. Kathrin Stirnemann gewann nach 2014 ihren zweiten Titel.

## Trial
Die Trial-Wettkämpfe waren mit einer einschneidenden Regeländerung verbunden. War die Wertung zuvor nach Fehlerpunkten erfolgt, so gab es nunmehr für jeden erfolgreich bewältigten Sektor 10 Wertungspunkte.

### Männer 20 Zoll
| Platz | Fahrer         | Ergebnis             |
| ----- | -------------- | -------------------- |
| 1     | Abel Mustieles | 50+50+50+50+40 = 240 |
| 2     | Dominik Oswald | 50+30+50+50+40 = 220 |
| 3     | Ion Areitio    | 30+50+50+40+40 = 210 |
| 4     | Lucien Leiser  | 40+40+50+40+30 = 200 |
| 5     | Joacim Nymann  | 50+50+50+10+10 = 170 |
| 6     | Benito Ros     | 40+30+50+10+40 = 170 |

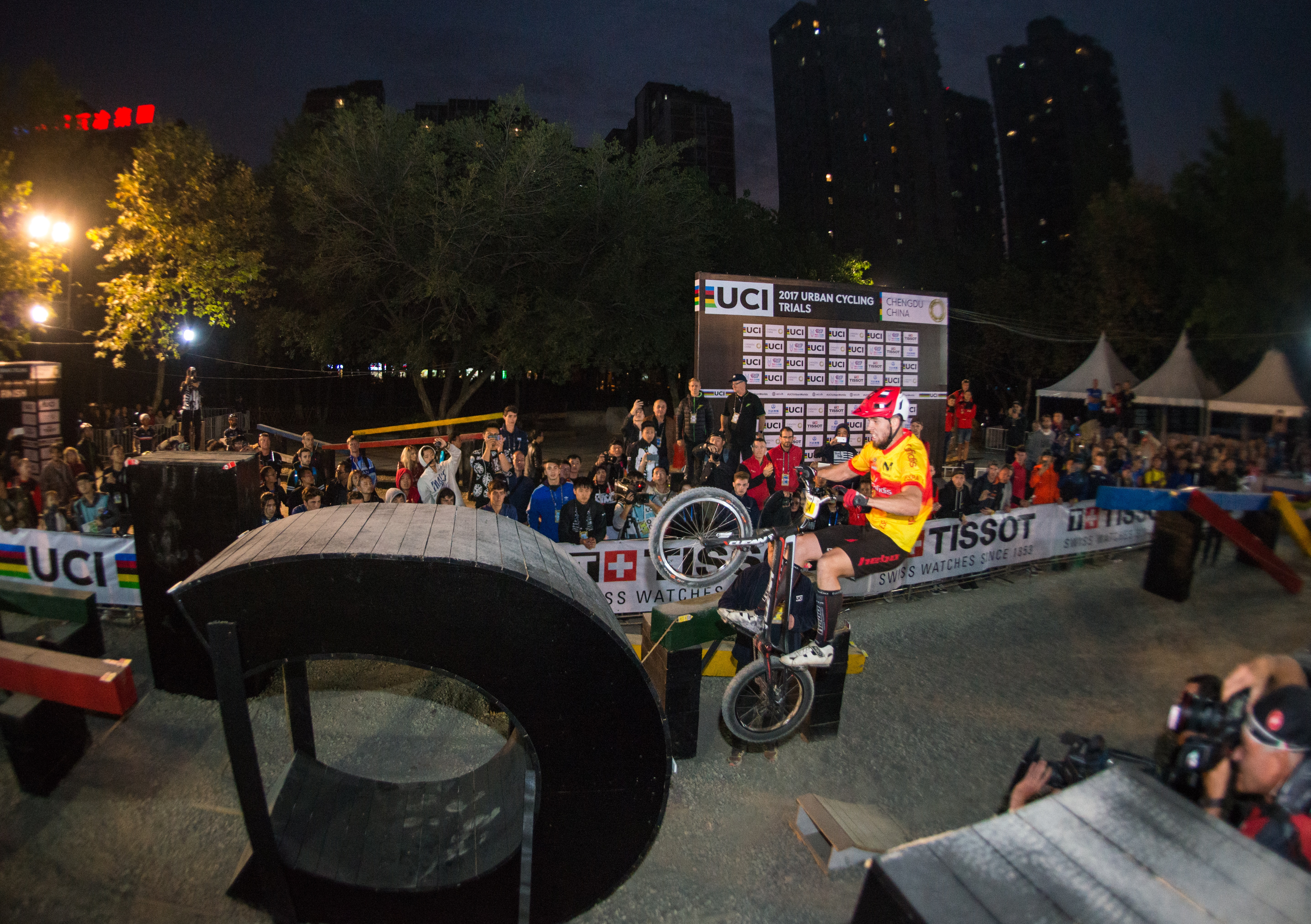
Abel Mustieles im Finale des 20-Zoll-Trials

Datum: 10. November (Halbfinale), 11. November (Finale)
Es gab 21 Teilnehmer aus 14 Nationen. Die besten sechs des so genannten Halbfinals bestritten das Finale. Abel Mustieles gewann seinen dritten Titel in Folge.

### Männer 26 Zoll
| Platz | Fahrer             | Ergebnis             |
| ----- | ------------------ | -------------------- |
| 1     | Jack Carthy        | 30+30+60+60+40 = 240 |
| 2     | Nicolas Vallée     | 50+40+50+40+40 = 220 |
| 3     | Kenny Belaey       | 50+40+50+40+40 = 220 |
| 4     | Gilles Coustellier | 50+30+50+50+20 = 200 |
| 5     | Vincent Hermance   | 50+50+50+10+30 = 190 |
| 6     | Clément Méot       | 50+30+50+10+30 = 170 |

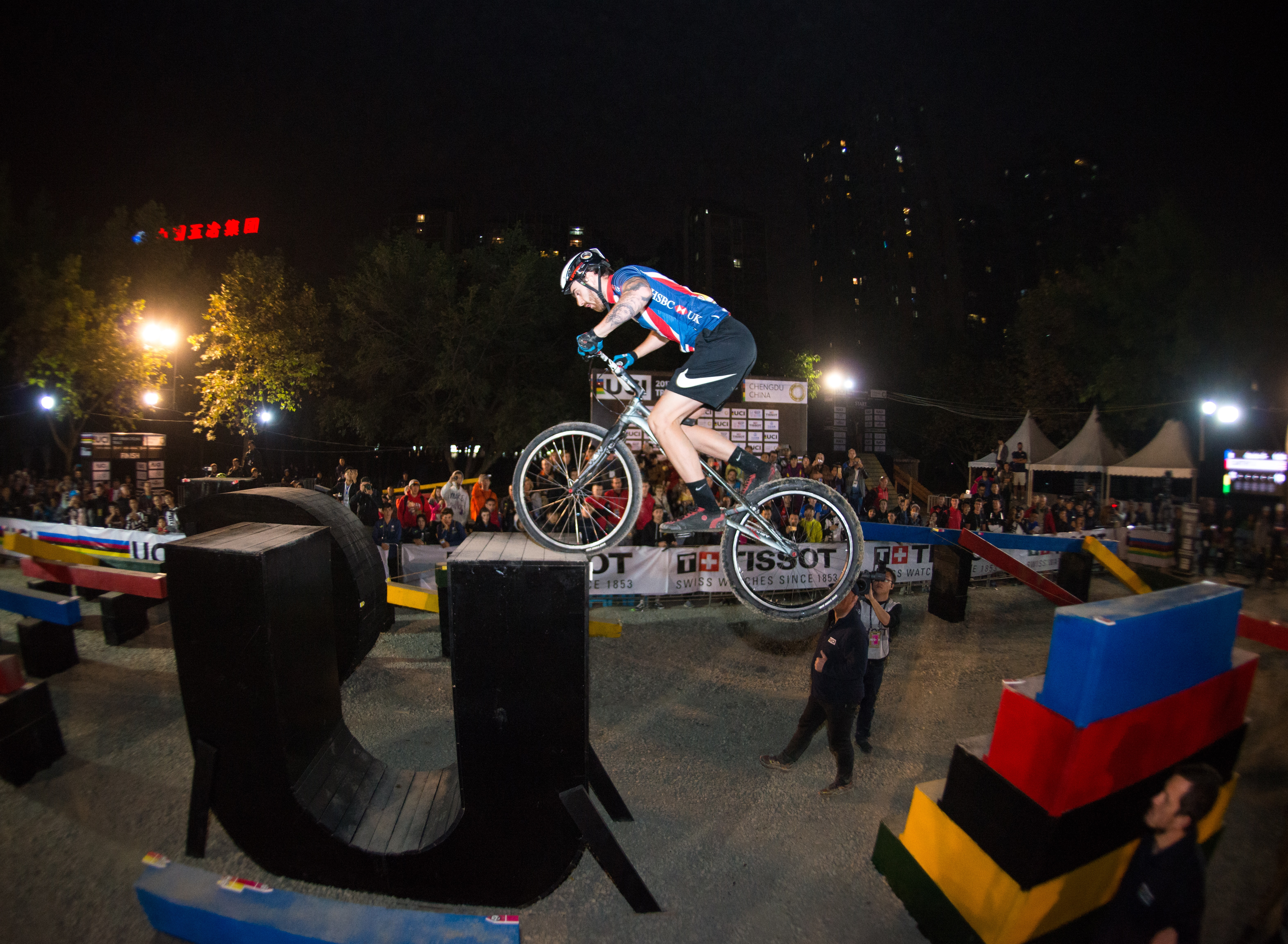
Jack Carthy im Finale des 26-Zoll-Trials

Datum: 10. November (Halbfinale), 11. November (Finale)
Es gab 25 Teilnehmer aus 11 Nationen. Die besten sechs des so genannten Halbfinals bestritten das Finale. Jack Carthy verteidigte seinen Titel. Der zweite Platz ging an Nicholas Vallée aufgrund des besseren Ergebnisses im Halbfinale vor Kenny Belaey.

### Frauen offene Klasse
| Platz | Fahrerin         | Ergebnis             |
| ----- | ---------------- | -------------------- |
| 1     | Nina Reichenbach | 50+30+50+50+50 = 230 |
| 2     | Nadine Kåmark    | 40+30+50+40+40 = 200 |
| 3     | Irene Caminos    | 40+30+20+50+50 = 190 |
| 4     | Manon Basseville | 50+30+30+50+30 = 190 |
| 5     | Janine Jungfels  | 40+20+40+40+20 = 160 |
| 6     | Debi Studer      | 40+30+40+10+30 = 150 |

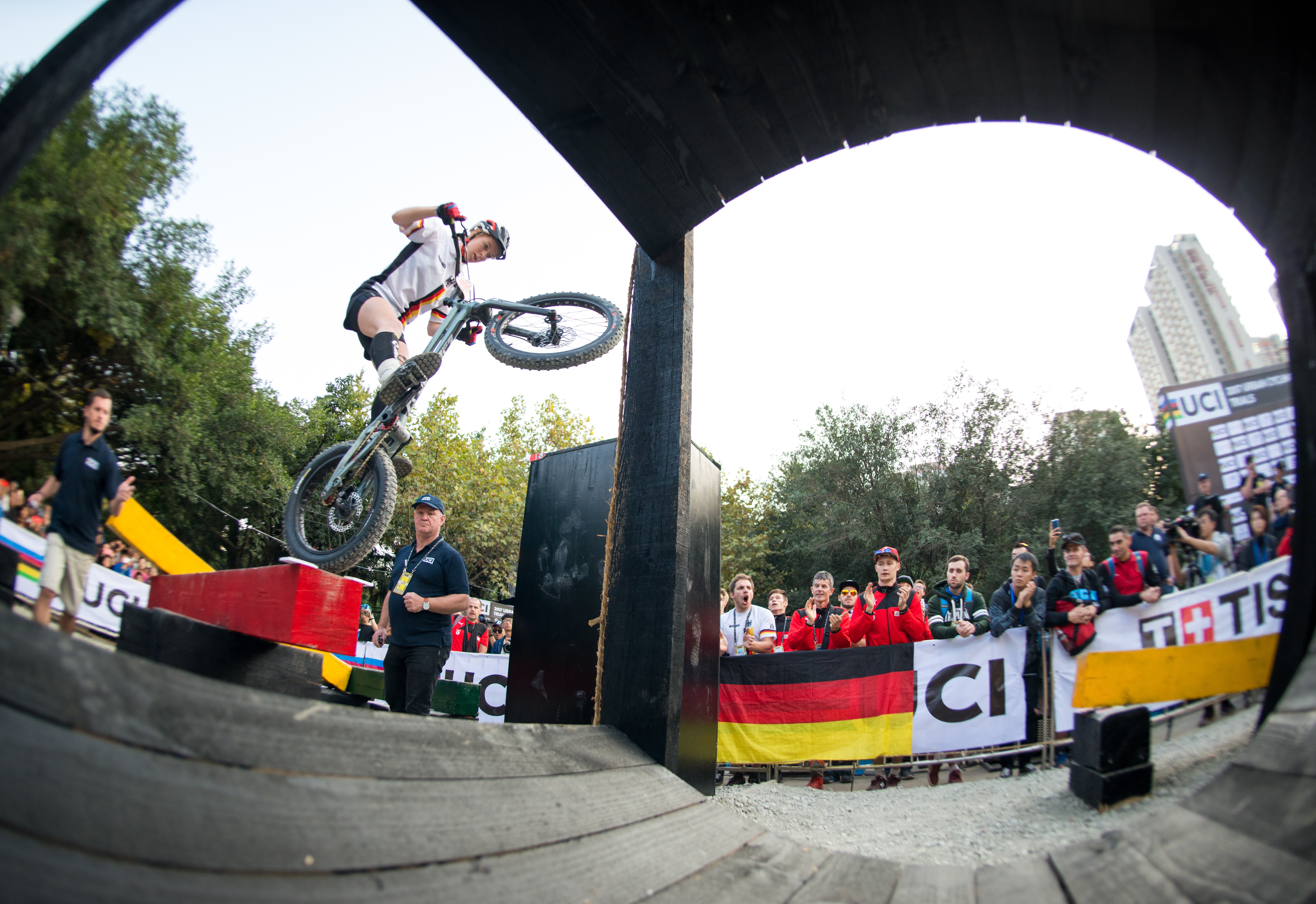
Nina Reichenbach im Trial der Frauen

Datum: 9. November (Halbfinale), 11. November (Finale)
Es gab 14 Teilnehmerinnen aus 9 Nationen. Die besten sechs des Halbfinals bestritten das Finale. Nina Reichenbach verteidigte erfolgreich ihren Titel. Der dritte Platz ging an Manon Basseville, da sie im Gegensatz zur Viertplatzierten eine 40er-Wertung gefahren war.

### Junioren 20 Zoll
| Platz | Fahrer             | Ergebnis             |
| ----- | ------------------ | -------------------- |
| 1     | Alejandro Montalvo | 60+60+50+60+50 = 280 |
| 2     | Louis Grillon      | 60+60+50+60+30 = 260 |
| 3     | Domenec Lladó      | 40+60+50+60+40 = 250 |
| 4     | Samuel Hlavatý     | 60+20+50+60+50 = 240 |
| 5     | Jonas Friedrich    | 20+60+50+60+40 = 230 |
| 6     | Borja Cornejos     | 60+30+60+60+10 = 220 |

Datum: 9. November (Halbfinale), 11. November (Finale)
Es gab 21 Teilnehmer aus 11 Nationen. Die besten sechs des Halbfinals bestritten das Finale.

### Junioren 26 Zoll
| Platz | Fahrer            | Ergebnis             |
| ----- | ----------------- | -------------------- |
| 1     | Nathan Charra     | 50+40+60+60+30 = 240 |
| 2     | Tomu Shiozaki     | 50+50+50+60+30 = 240 |
| 3     | Noah Cardona      | 50+60+50+10+50 = 220 |
| 4     | Oliver Widmann    | 50+50+40+50+30 = 220 |
| 5     | Raphael Zehentner | 20+30+50+60+40 = 200 |
| 6     | William Petersen  | 30+40+50+10+30 = 160 |

Datum: 9. November (Halbfinale), 11. November (Finale)
Es gab 9 Teilnehmer aus 6 Nationen. Die besten sechs des Halbfinals bestritten das Finale. Die Entscheidung um Gold und Bronze fiel jeweils aufgrund der gefahrenen 60er-Wertungen.

### Mannschaftswertung
| Platz | Mannschaft                                                                                        | Ergebnis                                                                                           |
| ----- | ------------------------------------------------------------------------------------------------- | -------------------------------------------------------------------------------------------------- |
| 1     | Frankreich Alex Rudeau Vincent Hermance Manon Basseville Louis Grillon Noah Cardona               | 620 20+30+30+30+30=140 40+30+40+30+30=170 20+10+20+20+10=080 20+20+30+30+30=130 20+10+30+20+20=100 |
| 2     | Deutschland Dominik Oswald Jonathan Sandritter Nina Reichenbach Noah Sandritter Raphael Zehentner | 550 40+30+40+30+30=170 40+30+30+00+ – =100 20+00+00+00+0=020 00+30+30+30+0=090 40+30+40+30+30=170  |
| 3     | Schweiz Lucien Leiser Tom Blaser Debi Studer Romain Bellanger Christian Siegrist                  | 550 40+30+30+30+30=160 40+30+40+00+0=110 20+10+20+20+10=080 20+30+30+30+0=110 20+20+30+00+20=090   |

Datum: 8. November
Es waren 9 Mannschaften am Start, außer den Medaillengewinnern noch Spanien, die Slowakei, Tschechien, Japan, Großbritannien und Schweden. Frankreich gewann den Wettbewerb, die deutsche Mannschaft holte Silber vor der Schweiz aufgrund mehr erzielter 40er-Wertungen. Das mitfavorisierte Spanien kam nicht in die Medaillenränge, da sie nur zu viert antreten konnten und Abel Mustieles seinen Wettkampf nicht zu Ende fahren konnte.

## Medaillenspiegel
| Platz  | Land               | Gold | Silber | Bronze | Gesamt |
| ------ | ------------------ | ---- | ------ | ------ | ------ |
| 1      | Frankreich         | 3    | 2      | 3      | 8      |
| 2      | Spanien            | 2    | 0      | 3      | 5      |
| 3      | Deutschland        | 1    | 4      | 0      | 5      |
| 4      | Großbritannien     | 1    | 1      | 0      | 2      |
| 5      | Vereinigte Staaten | 1    | 0      | 2      | 3      |
| 6      | Schweiz            | 1    | 0      | 1      | 2      |
| 7      | Australien         | 1    | 0      | 0      | 1      |
| 8      | Schweden           | 0    | 2      | 0      | 2      |
| 9      | Japan              | 0    | 1      | 0      | 1      |
| 10     | Belgien            | 0    | 0      | 1      | 1      |
| Gesamt | Gesamt             | 10   | 10     | 10     | 30     |